# Stupno
Stupno falu Horvátországban, Sziszek-Monoszló megyében. Közigazgatásilag Sziszekhez tartozik.

## Fekvése
Sziszek belvárosától 4 km-re nyugatra, az Odra-mező déli szélén, a 36-os számú főút és a Zágráb-Sziszek vasútvonal mellett, Odra Sisačka és Sela között fekszik.

## Története
Az ókorban itt halad át a Sisciát Emonával összekötő római kereskedelmi út, melynek nyomvonala néhány helyen még követhető. A település 1334-ben „praedium Stopnik” néven említik először. 1505-ben „possessio Zthwpen” alakban szerepel írásos forrásban. 1773-ban az első katonai felmérés térképén „Dorf Sztupno” néven szerepel. 1857-ben 233, 1910-ben 294 lakosa volt. A 20. század első éveiben a kilátástalan gazdasági helyzet miatt sokan vándoroltak ki a tengerentúlra. 1918-ban az új szerb-horvát-szlovén állam, majd később Jugoszlávia része lett. A második világháború idején a Független Horvát Állam része volt. A háború után a béke időszaka köszöntött a településre. Enyhült a szegénység és sok ember talált munkát a közeli városokban. A falu 1991. június 25-én a független Horvátország része lett. 2011-ben 484 lakosa volt.

## Népesség
| Lakosság változása | Lakosság változása | Lakosság változása | Lakosság változása | Lakosság változása | Lakosság változása | Lakosság változása | Lakosság változása | Lakosság változása | Lakosság változása | Lakosság változása | Lakosság változása | Lakosság változása | Lakosság változása | Lakosság változása | Lakosság változása |
| ------------------ | ------------------ | ------------------ | ------------------ | ------------------ | ------------------ | ------------------ | ------------------ | ------------------ | ------------------ | ------------------ | ------------------ | ------------------ | ------------------ | ------------------ | ------------------ |
| 1857               | 1869               | 1880               | 1890               | 1900               | 1910               | 1921               | 1931               | 1948               | 1953               | 1961               | 1971               | 1981               | 1991               | 2001               | 2011               |
| 233                | 218                | 257                | 276                | 283                | 294                | 319                | 327                | 285                | 329                | 482                | 515                | 591                | 556                | 557                | 484                |